# 锦江 (浈江支流)
锦江，流经中国江西省崇义县和广东省仁化县，是北江上游浈江段的右岸支流，上游称长江河，发源于江西省崇义县聂都乡竹洞村，西南流经广东仁化县长江镇，于扶溪镇的恩口右纳城口河后始称“锦江”，继续南流经锦江水库、仁化县县城丹霞街道和丹霞山风景区，下游又称仁化河，于仁化县大桥镇的白芒坝汇入浈江。河长108千米，河道比降1.71‰，总落差1061米，流域面积1913平方千米。年均径流量18.88亿立方米。锦江大部分河段在山区，两岸山高坡陡，河谷狭窄，险滩多，水流湍急。